# 마사디오 아이다라
마사디오 아이다라(프랑스어: Massadio Haïdara, 1992년 12월 2일 ~ )는 리그 1 클럽 브레스트에서 레프트백으로 뛰고 있는 말리의 프로 축구 선수이다. 프랑스에서 태어난 그는 말리 국가대표팀에서 뛰고 있다.

## 구단 경력

### 낭시
아이다라는 2010년 12월 11일, 소쇼와의 리그 경기에서 프로 데뷔를 했다. 2011년 1월 10일, 그는 낭시와 3년 계약에 합의한 후 첫 프로 계약을 체결했다.

### 뉴캐슬 유나이티드
2013년 1월 25일, 아이다라는 프리미어리그의 잉글랜드 클럽 뉴캐슬 유나이티드와 미공개 이적료(200만 파운드)에 계약하여 프랑스 국적을 가진 뉴캐슬의 9번째 1군 선수이자 2013년 1월, 이적 시장에서 계약한 5명의 프랑스 선수 중 4번째 선수가 되었다. 2013년 2월 21일, 그는 메탈리스트 하르키우와의 UEFA 유로파리그 경기에서 뉴캐슬 소속으로 데뷔했다.

### 랑스
2018년 7월, 뉴캐슬 유나이티드와의 계약이 만료된 아이다라는 리그 2의 프랑스 클럽 랑스으로 자유 이적하는 계약을 체결했다.

### 브레스트
2024년 8월 30일, 아이다라는 리그 1 클럽 브레스트와 이적료 없이 계약했다.

## 국가대표팀 경력
아이다라는 U-21 국가대표로 프랑스를 대표했다. 2018년 11월 9일, 그는 말리 국가대표팀에 소집되었다. 그는 2019년 3월 26일, 세네갈과의 친선 경기에서 선발로 말리 국가대표팀에 데뷔했다.
2019년 6월, 아이다라는 2019년 아프리카 네이션스컵에 참가할 말리 선수 23명의 명단에 이름을 올렸다.
2023년 아프리카 네이션스컵에 출전할 것으로 예상되는 그는 에리크 셸 감독이 대회에 선발한 선수 명단을 발표한 날 아침 부상을 입어 결국 불참했다.

## 수상

### 클럽
뉴캐슬 유나이티드
- EFL 챔피언십 : 우승 (2016-17)

 RC 랑스
- 리그 2 : 준우승 (2019-20)